# Huis Groenestein
Het Huis Groenestein is een landgoed in de wijk Helpman, in het zuiden van de stad Groningen. Het is gebouwd in 1685 door Lucas Alting, een welgestelde stadjer. Het werd in 1871 aanzienlijk uitgebreid, waarbij de oorspronkelijke vorm verloren is gegaan.
Het einde van de zeventiende eeuw was een periode van betrekkelijke rust. De stedelingen werden daardoor gestimuleerd buiten de veiligheid van de stadsmuur buitens te bouwen. In Groningen ontstonden die vooral aan de zuidkant van de stad, met name in de buurt van Helpman.
Groenestein wordt omgeven door het Park Groenestein, dat bij de verbouwing in 1871 zijn huidige vorm heeft gekregen. Het huis wordt bewoond, het park is vrij toegankelijk.